# 6123 Aristoteles
6123 Aristoteles (1987 SH2) là một tiểu hành tinh vành đai chính được phát hiện ngày 19 tháng 9 năm 1987 bởi Eric Walter Elst ở Rozhen. Nó được đặt theo tên của the Ancient Greek philosopher Aristotle.